# غريغ تاكاياما
غريغ تاكاياما (بالإنجليزية: Gregg Takayama)‏ هو سياسي أمريكي، ولد في 3 سبتمبر 1952 في هونولولو في الولايات المتحدة. حزبياً، نشط في الحزب الديمقراطي. وقد انتخب عضو مجلس النواب في هاواي.

## وصلات خارجية
- الموقع الرسمي